# Baltimore Ravens 2019
La stagione 2019 dei Baltimore Ravens è stata la 24ª della franchigia nella National Football League, la 12ª con John Harbaugh come capo-allenatore. Fu la prima stagione sotto la direzione del general manager Eric DeCosta dopo il ritiro di Ozzie Newsome. Fu anche il primo anno in cui Terrell Suggs e Joe Flacco non fecero parte del roster dei Ravens dal 2002 e 2007, rispettivamente: Suggs passò agli Arizona Cardinals mentre Flacco fu scambiato con i Denver Broncos.
I Ravens iniziarono la stagione 2019 come l'unica squadra con tre ex vincitore dell'Heisman Trophy nel roster: Lamar Jackson, Mark Ingram e Robert Griffin III. La squadra fu l'unica a segnare almeno venti punti in tutte le sue partite durante l'anno e l'unica a segnare in più della metà dei propri drive. Con la vittoria sui New York Jets del quindicesimo turno la squadra si aggiudicò il secondo titolo di division consecutivo. Inoltre, quella stessa settimana, Lamar Jackson divenne il secondo quarterback della storia della NFL a correre 1.000 yard in una stagione. La settimana successiva superò il record stagionale per un quarterback di Michael Vick contro i New York Jets.
Il 17 dicembre 2019, la NFL annunciò i roster per il Pro Bowl 2020 che vedevano la presenza di 12 giocatori dei Ravens, più di qualsiasi altra squadra. Il 15 gennaio 2020, Orlando Brown Jr. fu anch'egli convocato per il Pro Bowl, pareggiando il record dei Dallas Cowboys del 2007 per il maggior numero di Pro Bowler, 13. Con la vittoria nella settimana 16 contro i Cleveland Browns, i Ravens si aggiudicarono il primo posto nel tabellone dell'AFC e il vantaggio del fattore campo per tutti i playoff, oltre a superare i 500 punti stagionali per la prima volta nella loro storia. Con la vittoria per 28–10 nell'ultimo turno sui Pittsburgh Steelers, Baltimora stabilì un nuovo primato di franchigia con un record finale di 14-2, oltre a stabilire un record stagionale NFL con 3.296 yard corse. Inoltre furono i primi a terminare con una media di 200 yard passate e 200 yard corse nella stessa stagione. I Ravens sopravanzarono i loro avversari di 249 punti nel 2019, il miglior margine della NFL. Il 3 gennaio 2020, l'Associated Press pubblicò la sua formazione ideale della stagione All-Pro. Cinque Ravens, il QB Lamar Jackson, l'OT Ronnie Stanley, il CB Marlon Humphrey, il CB Marcus Peters e il K Justin Tucker furono inseriti nel first team mentre la OG Marshal Yanda fu inserita nel second team.
Nei playoff i Ravens, dati per favoriti per la vittoria del Super Bowl LIV, furono battuti a sorpresa dai Tennessee Titans nel Divisional Round con un punteggio di 28–12.
Il 1º febbraio 2020 Lamar Jackson divenne il primo giocatore della storia dei Ravens a venire premiato come MVP della NFL, il secondo giocatore della storia con votazione unanime dopo Tom Brady nel 2007.

## Scelte nel Draft 2019
| Scelte dei Ravens nel Draft 2019 |        |                 |       |                |
| Giro                             | Scelta | Giocatore       | Ruolo | College        |
| 1                                | 25     | Marquise Brown  | WR    | Oklahoma       |
| 3                                | 85     | Jaylon Ferguson | OLB   | Louisiana Tech |
| 3                                | 93     | Miles Boykin    | WR    | Notre Dame     |
| 4                                | 113    | Justice Hill    | RB    | Oklahoma State |
| 4                                | 123    | Ben Powers      | G     | Oklahoma       |
| 4                                | 127    | Iman Marshall   | CB    | USC            |
| 5                                | 160    | Daylon Mack     | DT    | Texas A&M      |
| 6                                | 197    | Trace McSorley  | QB    | Penn State     |

## Roster
| Roster dei Baltimore Ravens nel 2019 |
| --- |
| Quarterback - 3 Robert Griffin III - 8 Lamar Jackson - 7 Trace McSorley Running Back - 35 Gus Edwards - 43 Justice Hill - 21 Mark Ingram - 42 Patrick Ricard FB/DE Wide Receiver - 80 Miles Boykin - 15 Marquise Brown - 10 Chris Moore - 11 Seth Roberts - 12 Jaleel Scott - 83 Willie Snead IV Tight End - 89 Mark Andrews - 86 Nick Boyle - 81 Hayden Hurst Offensive Linemen - 77 Bradley Bozeman C - 78 Orlando Brown Jr. T - 74 James Hurst T - 65 Patrick Mekari G - 70 Ben Powers G - 68 Matt Skura C - 64 Greg Senat T - 79 Ronnie Stanley T - 73 Marshal Yanda G Defensive Linemen - 94 Daylon Mack NT - 97 Michael Pierce NT - 98 Brandon Williams NT - 93 Chris Wormley DE Linebacker - 50 Otaro Alaka ILB - 49 Chris Board ILB - 54 Tyus Bowser OLB - 45 Jaylon Ferguson OLB - 99 Matthew Judon OLB - 90 Pernell McPhee OLB - 48 Patrick Onwuasor ILB - 56 Tim Williams OLB - 40 Marcus Peters ILB Defensive Back - 34 Anthony Averett CB - 28 Justin Bethel CB - 24 Brandon Carr CB - 36 Chuck Clark SS - 32 DeShon Elliott FS - 44 Marlon Humphrey CB - 23 Tony Jefferson SS - 27 Cyrus Jones CB - 41 Anthony Levine SS - 22 Jimmy Smith CB - 29 Earl Thomas FS - 31 Brynden Trawick SS Special Team - 46 Morgan Cox LS - 4 Sam Koch P - 9 Justin Tucker K Lista delle riserve - 60 Randin Crecilius G (IR) - 30 Kenneth Dixon HB (IR) - 58 Alvin Jones ILB (IR) - 37 Iman Marshall CB (IR) - -- Fish Smithson FS (IR) - 25 Tavon Young CB (IR) Squadra di allenamento - 51 Aaron Adeoye OLB - 62 Marcus Applefield T - 26 Maurice Canady CB - -- Christopher Ezeala FB - 14 Sean Modster WR - -- Donald Payne ILB - 61 R.J. Prince G - 85 Charles Scarff TE - 95 Zach Sieler DE - -- De'Lance Turner RB - 84 Antoine Wesley WR 53 attivi, 6 inattivi, 11 nella squadra di allenamento |
| Legenda - I rookie sono in corsivo. - Il primo ruolo è il principale mentre gli eventuali successivi indicano i ruoli secondari. - (IR) sta per Injured Reserve ed indica la lista ristretta per un solo giocatore infortunato che può tornare ad allenarsi dopo la settimana 6 e a rientrare in prima squadra dopo che questa ha giocato 8 partite. - (NF-Inj.) / (NF-Ill.) stanno rispettivamente per Non-Football Injured e Non-Football Illness ed indicano le liste dove viene inserito un giocatore che ha un infortunio o una malattia non dipendente dal football americano. - (PUP) sta per Physically Unable to Perform ed indica la lista dove viene inserito un giocatore mentre è in attesa di recuperare la condizione fisica. Nella stagione regolare dopo la sesta partita giocata dalla propria squadra, il giocatore ha tempo tre settimane per riprendere ad allenarsi, più tre settimane aggiuntive dal suo rientro agli allenamenti per rientrare in prima squadra. |

## Calendario

### Stagione regolare
| Stagione regolare |                    |                        |                    |                    |                               |                    |
| Turno             | Data               | Avversario             | Risultato          | Record             | Stadio                        | Sintesi            |
| 1                 | 8 settembre        | at Miami Dolphins      | V 59–10            | 1–0                | Hard Rock Stadium             | Recap              |
| 2                 | 15 settembre       | Arizona Cardinals      | V 23–17            | 2–0                | M&T Bank Stadium              | Recap              |
| 3                 | 22 settembre       | at Kansas City Chiefs  | S 28–33            | 2–1                | Arrowhead Stadium             | Recap              |
| 4                 | 29 settembre       | Cleveland Browns       | S 25–40            | 2–2                | M&T Bank Stadium              | Recap              |
| 5                 | 6 ottobre          | at Pittsburgh Steelers | V 26–23 (dts)      | 3–2                | Heinz Field                   | Recap              |
| 6                 | 13 ottobre         | Cincinnati Bengals     | V 23–17            | 4–2                | M&T Bank Stadium              | Recap              |
| 7                 | 20 ottobre         | at Seattle Seahawks    | V 30–16            | 5–2                | CenturyLink Field             | Recap              |
| 8                 | Settimana di pausa | Settimana di pausa     | Settimana di pausa | Settimana di pausa | Settimana di pausa            | Settimana di pausa |
| 9                 | 3 novembre         | New England Patriots   | V 37–20            | 6–2                | M&T Bank Stadium              | Recap              |
| 10                | 10 novembre        | at Cincinnati Bengals  | V 49–13            | 7–2                | Paul Brown Stadium            | Recap              |
| 11                | 17 novembre        | Houston Texans         | V 41–7             | 8–2                | M&T Bank Stadium              | Recap              |
| 12                | 25 novembre        | at Los Angeles Rams    | V 45–6             | 9–2                | Los Angeles Memorial Coliseum | Recap              |
| 13                | 1º dicembre        | San Francisco 49ers    | V 20–17            | 10–2               | M&T Bank Stadium              | Recap              |
| 15                | 8 dicembre         | at Buffalo Bills       | V 24–17            | 11–2               | New Era Field                 | Recap              |
| 15                | 12 dicembre        | New York Jets          | V 42–21            | 12–2               | M&T Bank Stadium              | Recap              |
| 16                | 22 dicembre        | at Cleveland Browns    | V 31–15            | 13–2               | FirstEnergy Stadium           | Recap              |
| 17                | 29 dicembre        | Pittsburgh Steelers    | V 28–10            | 14–2               | M&T Bank Stadium              | Recap              |

Note: gli avversari della propria division in grassetto.

### Playoff
| Playoff    |                                           |                                           |                                           |                                           |                                           |                                           |
| Turno      | Data                                      | Avversario                                | Risultato                                 | Record                                    | Stadio                                    | Sintesi                                   |
| Wild Card  | Qualificati direttamente al secondo turno | Qualificati direttamente al secondo turno | Qualificati direttamente al secondo turno | Qualificati direttamente al secondo turno | Qualificati direttamente al secondo turno | Qualificati direttamente al secondo turno |
| Divisional | 11 gennaio 2020                           | Tennessee Titans (6)                      | S 12–28                                   | 0–1                                       | M&T Bank Stadium                          | Recap                                     |

## Classifiche

### Division
| AFC North           | AFC North | AFC North | AFC North | AFC North | AFC North | AFC North | AFC North | AFC North |
| vedi • disc. • mod. | V         | S         | P         | PCT       | DIV       | CONF      | PF        | PS        |
| ------------------- | --------- | --------- | --------- | --------- | --------- | --------- | --------- | --------- |
| Baltimore Ravens    | 6         | 2         | 0         | .750      | 2–1       | 4-2       | 251       | 176       |
| Pittsburgh Steelers | 4         | 4         | 0         | .500      | 1-1       | 4-2       | 176       | 169       |
| Cleveland Browns    | 2         | 6         | 0         | .250      | 1–0       | 2-3       | 152       | 205       |
| Cincinnati Bengals  | 0         | 8         | 0         | .000      | 0–2       | 0-4       | 124       | 210       |
|                     |           |           |           |           |           |           |           |           |
|                     |           |           |           |           |           |           |           |           |

### Conference
| American Football Conference           | American Football Conference | American Football Conference | American Football Conference | American Football Conference | American Football Conference | American Football Conference | American Football Conference | American Football Conference | American Football Conference | American Football Conference |
| Pos.                                   | Squadra                      | Division                     | V                            | S                            | P                            | PCT                          | DIV                          | CONF                         | SOS                          | SOV                          |
| Capolista di Division                  | Capolista di Division        | Capolista di Division        | Capolista di Division        | Capolista di Division        | Capolista di Division        | Capolista di Division        | Capolista di Division        | Capolista di Division        | Capolista di Division        | Capolista di Division        |
| -------------------------------------- | ---------------------------- | ---------------------------- | ---------------------------- | ---------------------------- | ---------------------------- | ---------------------------- | ---------------------------- | ---------------------------- | ---------------------------- | ---------------------------- |
| 1                                      | Baltimore Ravens             | North                        | 14                           | 2                            | 0                            | .875                         | 5–1                          | 10–2                         | .400                         | .356                         |
| 2                                      | Kansas City Chiefs           | West                         | 12                           | 4                            | 0                            | .750                         | 6–0                          | 9–3                          | .436                         | .414                         |
| 3                                      | New England Patriots         | East                         | 12                           | 4                            | 0                            | .750                         | 5-1                          | 8-4                          | .549                         | .507                         |
| 4                                      | Houston Texans               | South                        | 10                           | 6                            | 0                            | .625                         | 4-2                          | 8-4                          | .441                         | .459                         |
| Wild Card                              |                              |                              |                              |                              |                              |                              |                              |                              |                              |                              |
| 5                                      | Buffalo Bills                | East                         | 10                           | 6                            | 0                            | .625                         | 3-3                          | 7-5                          | .330                         | .214                         |
| 6                                      | Tennessee Titans             | South                        | 9                            | 7                            | 0                            | .563                         | 3-3                          | 7-5                          | .539                         | .452                         |
| In corsa per i play-off                |                              |                              |                              |                              |                              |                              |                              |                              |                              |                              |
| 7                                      | Pittsburgh Steelers          | North                        | 8                            | 8                            | 0                            | .500                         | 3-3                          | 6-6                          | .481                         | .336                         |
| 8                                      | Denver Broncos               | West                         | 7                            | 9                            | 0                            | .438                         | 3-3                          | 6-6                          | .554                         | .353                         |
| 9                                      | Oakland Raiders              | West                         | 7                            | 9                            | 0                            | .438                         | 3-3                          | 5-7                          | .451                         | .404                         |
| 10                                     | Indianapolis Colts           | South                        | 7                            | 9                            | 0                            | .438                         | 3-3                          | 5-7                          | .630                         | .575                         |
| 11                                     | New York Jets                | East                         | 7                            | 9                            | 0                            | .438                         | 2-4                          | 4-8                          | .485                         | .275                         |
| 12                                     | Jacksonville Jaguars         | South                        | 6                            | 10                           | 0                            | .375                         | 2-4                          | 6-6                          | .500                         | .500                         |
| 13                                     | Cleveland Browns             | North                        | 6                            | 10                           | 0                            | .375                         | 3-3                          | 6-6                          | .544                         | .419                         |
| 14                                     | Los Angeles Chargers         | West                         | 5                            | 11                           | 0                            | .313                         | 0-6                          | 3-9                          | .490                         | .300                         |
| 15                                     | Miami Dolphins               | East                         | 5                            | 11                           | 0                            | .313                         | 2-4                          | 4-8                          | .554                         | .450                         |
| 16                                     | Cincinnati Bengals           | North                        | 2                            | 14                           | 0                            | .125                         | 1-5                          | 2-10                         | .639                         | .000                         |
| Criteri di spareggio                   |                              |                              |                              |                              |                              |                              |                              |                              |                              |                              |
| 1.                                     |                              |                              |                              |                              |                              |                              |                              |                              |                              |                              |
| Legenda                                |                              |                              |                              |                              |                              |                              |                              |                              |                              |                              |
| w — wild card ottenuta                 |                              |                              |                              |                              |                              |                              |                              |                              |                              |                              |
| x — partecipazione ai playoff ottenuta |                              |                              |                              |                              |                              |                              |                              |                              |                              |                              |
| y — campioni di division               |                              |                              |                              |                              |                              |                              |                              |                              |                              |                              |
| z — salto del primo turno di play-off  |                              |                              |                              |                              |                              |                              |                              |                              |                              |                              |
| * — vantaggio del campo ottenuto       |                              |                              |                              |                              |                              |                              |                              |                              |                              |                              |

## Premi
- Lamar Jackson:

MVP della NFL
quarterback dell'anno
- John Harbaugh:

allenatore dell'anno

### Premi settimanali e mensili
- Lamar Jackson:

giocatore offensivo della AFC della settimana 1
quarterback della settimana 1
running back della settimana 6
giocatore offensivo della AFC della settimana 9
giocatore offensivo della AFC della settimana 10
quarterback della settimana 10
giocatore offensivo della AFC della settimana 12
quarterback della settimana 12
giocatore offensivo della AFC del mese di novembre
giocatore offensivo della AFC della settimana 15
- Justin Tucker:

giocatore degli special team della AFC della settimana 5
giocatore degli special team della AFC della settimana 6
giocatore degli special team della AFC del mese di ottobre